# Ateneo de Córdoba
El Ateneo de Córdoba es una asociación civil cultural fundada en Córdoba el 21 de marzo de 1984 con el nombre de Ateneo Casablanca con Antonio Perea como presidente.
El 16 de marzo de 1990 se constituye en asociación el Ateneo de Córdoba con la firma de los estatutos.
El Ateneo de Córdoba centra sus actividades principalmente en torno a ocho áreas fundamentales, de las que se encargan sus secciones correspondientes:
- Cine[1]
- Debates y conferencias[2]
- Flamenco[3]
- Informática[4]
- Literatura[5]
- Música[6]
- Poesía[7]
- Teatro[8]

El 3 de abril del 2008, la web del Ateneo de Córdoba cambia su diseño, estructura interna y filosofía al formato wiki, de carácter colaborativo y que se edita bajo la licencia Creative Commons Compartir-Igual 3.0, tras haber dado sus primeros pasos con la licencia GFDL; centrada esta web en el Ateneo de Córdoba e información cultural de cada una de sus secciones, Córdoba y provincia, tomando referencias informativas en algunos artículos de otras wikis libres como Wikipedia, a las cuales siempre ilustran con mucho agradecimiento. Esto ha permitido una mayor participación de los socios y usuarios de la entidad, mostrando desde el primer momento que el cambio del formato de la web ha sido un absoluto éxito. El proyecto ha conseguido en tres años y medio crear más de 13.700 artículos, más de 11.400 imágenes y más de 50 sonidos de contenido libre.
En el año 2010, Enciclopedia Wiki del Ateneo de Córdoba recibió más de 2.200.200 visitas procedentes de miles de usuarios. Del mismo modo que los usuarios de esta wiki han tomado información para complementar su contenido, los wikipedistas tienen en la Enciclopedia Wiki del Ateneo de Córdoba una fuente de creación, generación y ampliación de artículos habiéndose utilizado 3 artículos en la creación de la plataforma.
Actualmente el presidente es Antonio Varo Baena.